# 高质量发展
高质量发展是中共中央总书记习近平提出的经济理念，主张中国以高质量发展为主题进行经济建设，是习近平经济思想的组成部分。

## 背景
习近平自2012年上任中共中央总书记后，首先提出中国经济发展进入新常态的判断以及新发展理念。2017年中共十九大政治报告中，习近平提出中国经济已由高速增长阶段转向高质量发展阶段。评论认为，一个国家进入工业化中后期，只有实现发展方式从规模速度型转向质量效益型，推动高质量发展，才能顺利完成和实现现代化。
2020年10月，中共十九届五中全会决议认为，“我国已转向高质量发展阶段”，评论认为表明高质量发展不再仅限于经济领域。
2022年中共二十大报告和2023年全国两会期间，习近平提出“高质量发展是全面建设社会主义现代化国家的首要任务。”

## 内容
高质量发展的主要内容有：
1. 构建高水平社会主义市场经济体制。
2. 建设现代化产业体系。
3. 全面推进乡村振兴。
4. 促进区域协调发展
5. 推进高水平对外开放。

## 参加
- 发展主义